# Rinalds Malmanis
Rinalds Malmanis (nacido el 12 de abril de 1996 en Valmiera, Letonia), es un jugador de baloncesto letón que pertenece a la plantilla del BC Neptūnas Klaipėda de la Lietuvos Krepšinio Lyga.

## Carrera deportiva
Es un ala-pívot formado en las categorías inferiores del BK Valmiera de su ciudad natal.  En categoría junior llegó a España, para reforzar la cantera del Saski Baskonia. La temporada 2013-14, jugaría liga EBA con el equipo asociado del UPV Álava.
La siguiente temporada jugó cedido en las filas del Sáenz Horeca Araberri, de la LEB Plata, yendo convocado varias veces con el conjunto del Buesa Arena y logrando con el conjunto gasteiztarra logrando la segunda posición de la categoría LEB Plata.
En verano de 2016, el canterano baskonista regresa al Valmeria BK, equipo donde militó antes de llegar a Saski Baskonia, en calidad de cedido. El club letón, se proclamaría campeón de la liga nacional el anterior curso.
En la temporada 2017-18, forma parte de la primera plantilla del equipo baskonista en Liga ACB con el que jugaría también Euroliga.
En agosto de 2018 ficha por el Real Betis Energía Plus para las próximas dos temporadas.
En febrero de 2020 firma con el UCAM Murcia CB de la Liga Endesa, ocupando plaza de jugador de formación.
El 8 de junio de 2022, el jugador letón y el UCAM Murcia CB separan sus caminos tras una etapa de dos temporadas y media.
El 4 de agosto de 2022, firma por el BC Neptūnas Klaipėda de la Lietuvos Krepšinio Lyga.

## Clubes
- Baskonia. Junior (2011-2013)
- UPV/EHU Campus de Álava. EBA. (2013-2014)
- Sáenz Horeca Araberri. LEB Plata. (2014-2016)
- BK Valmiera (2016-2017)
- Saski Baskonia (2017-2018)
- Real Betis Energía Plus (2018-2020)
- UCAM Murcia CB (2020-2022)
- BC Neptūnas Klaipėda (2022-Act.)

## Internacionalidad
- 2011. Letonia. Europeo Sub-16, en República Checa.
- 2012. Letonia. Europeo Sub-16, en Letonia y Lituania.
- 2014. Letonia. Europeo Sub-18, en Konya (Turquía).
- 2015. Letonia. Europeo Sub-20, en Lignano Sabbiadoro (Italia).

## Palmarés
- 2016-17. Valmiera/Ordo (Letonia). Copa Báltica. Campeón